# Лісне (Запорізький район)
Лі́сне — село в Україні, у Запорізькому районі Запорізької області. Входить до складу Тернуватської селищної громади. Населення становить 160 осіб.

## Географія
Село Лісне знаходиться на правому березі річки Солона, яка через 2 км впадає в річку Верхня Терса, на протилежному березі розташоване село Данилівка. На відстані 2 км розташоване село Любицьке. Річка в цьому місці пересихає, на ній зроблена загата.

## Історія
- 1883 — дата заснування.
- До 2020 року орган місцевого самоврядування - Любицька сільська рада.